# Сарколь
Сарко́ль (каз. Сарыкөл) — село у складі Темірського району Актюбінської області Казахстану. Входить до складу Саркольського сільського округу.
У радянські часи село називалось Сорколь.
Населення —  (2021; 1147 у 2009, 1083 у 1999,  у 1989).